# 輸尿管囊腫
輸尿管囊腫(Ureterocele)在輸尿管中所發現的"輸尿管先天畸形"病症。此種病症稱為輸尿管囊腫症(ureteroceles)，输尿管氣球產生在膀胱開口處，並形成一個"囊袋"(sac-like pouch)。經常伴隨著"重複收集系統"(duplicated collection system)，其中，兩條輸尿管各自導流各自的腎臟、而不只用一條而已。簡單的輸尿管囊腫，其條件只涉及單一輸尿管，僅代表20％左右的病例。輸尿管囊腫影響到約有4000人，其中至少有五分之四是女性。患者往往是白人較多。
由於超聲波的出現，大多數的輸尿管囊腫可以在產前診斷出來。兒童及成人的輸尿管囊腫病症往往發現可以經由醫學影像合理的得知其病因、而不是僅懷疑其為輸尿管囊腫而已。

## 分類
膀胱內拘限在膀胱內。
異位病症的一些部分延伸到膀胱頸或尿道。
狹窄膀胱內輸尿管囊腫伴隨著狹窄的開口。
括約肌異位性的輸尿管囊腫伴隨著有遠端節流孔的膀胱頸。
括約肌狹窄膀胱頸有狹窄及遠端的節流孔。
盲腸輸尿管囊腫異位性的輸尿管囊腫延伸到尿道口，不過孔節流孔是在膀胱裡。

## 症狀及病徵
後兩種的輸尿管囊腫之症狀及病徵很容易與其它的醫療病症相混殽。這些醫學症狀包括：
- 常見的泌尿道感染。
- 腎盂腎炎(Pyelonephritis)。
- 梗阻性排尿症狀。
- 尿瀦留。
- 發育停滯(Failure to thrive)。
- 血尿。
- 週期性腹痛。
- 輸尿管結石(Ureteral calculus)
- 眼鏡蛇頭部似的跡象出現在X線攝影(Radiography)裡。
- 女性的輸卵管炎(Salpingitis)病症上，輸卵管積水(Hydrosalpinx/輸卵管水腫)伴隨著敗血症、或是"輸卵管積水扭轉"(hydrosalpinx torsion)一種非常罕見的症狀。

## 併發症
許多其他的併發症源於輸尿管囊腫。

## 病因
輸尿管囊腫的病因還沒有被發現。